# Lucrezia Floriani
Lucrezia Floriani est un roman de George Sand paru en 1847.

## Résumé
Le Prince Karol de Roswald, jeune homme au cœur fragile, chaste et conservateur, tient ces qualités de son éducation noble, basée sur le dogme chrétien. Respecté de son entourage, il méprise néanmoins la masse et n’a pour seul véritable ami que Salvator Albani, un comte italien et un viveur qui multiplie les conquêtes féminines.
Âme tourmentée, Karol connaît deux grands traumatismes : la mort de Lucie, la fiancée pour laquelle il s’était prédestiné, ainsi que celle de sa mère, avec qui il entretenait une relation fusionnelle. C’est d’ailleurs après le décès de cette dernière que Salvator emmène son ami en Italie afin d’alléger ses peines.
Presque par hasard, durant leur périple, à Iseo, en Lombardie, le comte Albani apprend que Lucrezia Floriani, amie de longue date et célèbre comédienne, s’est installée non loin de là. Il décide de lui rendre visite malgré les mauvais pressentiments du jeune prince. Du reste, Lucrezia jouit d’une réputation de mangeuse d’hommes et de mère célibataire, ce qui a pour effet de confirmer les craintes de Karol. Mais Salvator, qui l’a autrefois côtoyée, la décrit comme une femme superbe de beauté, de générosité et d’esprit.
Devant la demeure de la Floriani, les deux amis font la connaissance de Renzo Menapace, père de la comédienne. Son accueil peu chaleureux laisse entendre que sa fille n’est pas disposée à recevoir du monde, mais le statut noble du comte et du prince a raison de la méfiance paternelle. Au cours de la conversation, Karol découvre l’avarice et la nonchalance de Renzo, et ses a priori sur Lucrezia en sortent renforcés.
Lucrezia Floriani, qui paraît alors, invite les deux protagonistes à entrer. Salvator est peu déçu : elle a changé, un peu vieilli, ses traits se sont empâté. Pourtant, elle compense ces défauts par sa bonté, et l’image de cette femme, entièrement dévouée à ses enfants, suffit à embraser le cœur du comte Albani. Karol, de son côté, reste distant et n’a qu’une seule peur, celle de voir son ami l’abandonner pour cette femme. Mais ses craintes s’avèrent fausses, car Lucrezia repousse les avances du comte. Elle n’est décidément plus la même et a quitté son statut de femme amante pour celui de mère aimante. Éconduit, frustré, mais résigné, le comte raconte sa tentative en détail à son ami pour le rassurer. Le prince n’en dort pas de la nuit : il est tombé amoureux de Lucrezia Floriani.
Le lendemain, alors qu’ils sont sur le point de partir, Karol tombe violemment malade. Ainsi, les deux amis se retrouvent contraints de rester encore chez la comédienne qui s’occupe de façon toute maternelle du prince. Si lui est envoûté par cette prise en charge dévouée, elle se laisse attendrir par cet être faible et sans défense, semblable à un enfant.
Ainsi naît une relation privilégiée. Salvator s’en rend bien compte et dit à Lucrezia que Karol est tombé amoureux fou d’elle. Elle ne croit pas à ces révélations, car elle pense que le prince, depuis la mort de Lucie, est devenu incapable d’aimer. Mais elle se rend compte du contraire une nuit, lorsque Karol, fiévreux, vient lui déclarer sa flamme. Témoin de cette déclaration, le comte Albani suggère à la comédienne de céder, pour le bien de son ami, ce qu’elle fait.
S’engage alors « un amour maternel platonique, et pourtant passionné » entre les nouveaux amants, sous les yeux du comte un peu jaloux, qui décide de s’éloigner. Pendant un mois, ils s’aiment comme s’ils étaient seuls sur terre : « Pendant ce tête-à-tête d’un mois, le paradis demeura clair, serein, inondé de soleil et prodigue de richesses pour nos deux amants. La possession absolue et continuelle de l’être qu’il aimait était la seule existence que Karol pût supporter. »
Un jour, la réalité reprend ses droits. Au retour de Salvator, l’évocation de l’un des anciens amants de Lucrezia fait naître chez le prince une jalousie maladive, qu’il dissimule comme il peut. Mais ce n’est que le début d’une longue série de crises. Il s’emporte contre quiconque approche ou a pu approcher Lucrezia, il en devient désagréable, et même méchant, au point de jalouser jusqu’à son ami Salvator qui, blessé, décide de s’en aller définitivement, mais non sans proposer d’abord à la Floriani de le suivre en délaissant Karol. Rien n’y fait : elle est comme soudée à son amant.
Une liaison pénible, coupée du monde, se développe alors. Tous deux souffrent, l’un à cause de ses pesants délires d’exclusivité, l’autre parce qu’elle est privée de toute la liberté qui autrefois faisait sa force et son bonheur. Ils demeurent enchaînés pendant dix années, sans aucune amélioration. Lucrezia Floriani, qui a donné sa vie pour cet amour, finit par en mourir quand elle cesse d’aimer. Karol de Roswald, lui, se retrouve seul et perdu.

## Structure du texte
Le narrateur, qui tend délibérément à rendre l’intrigue la plus prévisible possible, semble prôner le sensible, qu’il détaille parfois avec un réalisme scrupuleux.
Le récit répond aux conventions du romantisme : des amants, qui n’ont rien en commun, s’aiment et se déchirent. La dualité Éros/Thanatos, où la passion amoureuse s'avère intimement liée à des pulsions de mort, ne s'en écarte pas non plus. Là où le roman se distingue, c’est dans sa manière de présenter les événements par une narration qui interpelle le lecteur sans atermoiements. Dès l’avant-propos, la narratrice n'hésite pas à provoquer : « Tu as souvent fort mauvais goût, mon bon lecteur. Depuis que tu n’es plus Français », dit-elle. George Sand tente ainsi de s'opposer à la mode du roman de son temps qui s’est précipité dans « un tissu d’horreurs, de meurtres, de trahisons, de surprises, de terreurs, de passions bizarres, d’évènements stupéfiants ». Or, des lectures avec « tant d’épices » poussent le lecteur à des « abus de moyens et des fatigues d’imagination après lesquelles, rien ne sera plus possible ». Elle annonce clairement ses couleurs : elle va poser une intrigue plate, et persiste en affirmant qu’elle cherchera à prévenir le lecteur de toute source de surprise.
Cela s’applique dans le texte lui-même, d’abord avec l’adresse directe du narrateur au lecteur qui a pour effet créer une distance entre ce dernier et l’histoire qui est narrée. Ce narrateur joue les trublions. Tantôt, il ne cesse d’annoncer l’entrée de Lucrezia pour mieux la retarder pendant deux chapitres et de souligner (« Mais qu’est-ce donc que la Floriani, deux fois nommée au chapitre précédent, sans que n’ayons fait un pas vers elle ? Patience ami lecteur ») de sorte que l'attente finit par s’émousser à force de subir cette vaine sollicitation ; tantôt, il désacralise des motifs littéraires courants comme l’innamoramento. Si Karol tombe amoureux de Lucrezia dès le premier regard, le narrateur ne le précise que bien après leur rencontre ; et ira même jusqu’à le railler : « Pourquoi t’en étonnerais-tu, lecteur perspicace ? Tu as déjà bien deviné que le prince de Roswald était tombé éperdument amoureux à la première vue et pour toute sa vie de la Lucrezia Floriani ? ». En fait, plus encore que de ne pas surprendre le lecteur, il s’agit de le décevoir.
La fin du roman déjoue également l’effet de surprise. Lucrezia meurt, certes, mais rien n’est dit au sujet de Karol. Ne sont émises que des hypothèses. La chute n’amène pas la surprise attendue, sinon convenue. Délestée des repères habituels du récit romanesque de son temps, George Sand, qui a pourtant négligé l’intrigue, parvient à créer une œuvre singulière. Lucrezia Floriani est certes un roman d’amour, mais privé de ses ressorts narratifs au profit de nombre de réflexions sur le sentiment amoureux. À ce titre, dans la première moitié du texte, les conversations entre les protagonistes s’étalent parfois sur des chapitres entiers et, en dépit de leurs points de vue divergent, il règne une harmonie certaine, voire une réelle connivence entre eux. Quand le respect de la pensée et des actions d'autrui se trouvent reconnu entre l'homme et la femme : le bonheur éclot. Les êtres ne sont pas encore à se déchirer comme le feront Lucrezia et Karol dès que la possession et la crainte s'imposeront : la période idyllique dans la liaison de ces derniers est à peine survolée parce que le bonheur est un état de stabilité ; il laisse place ensuite au lent processus de dégradation qui aboutira à la mort de la Floriani.

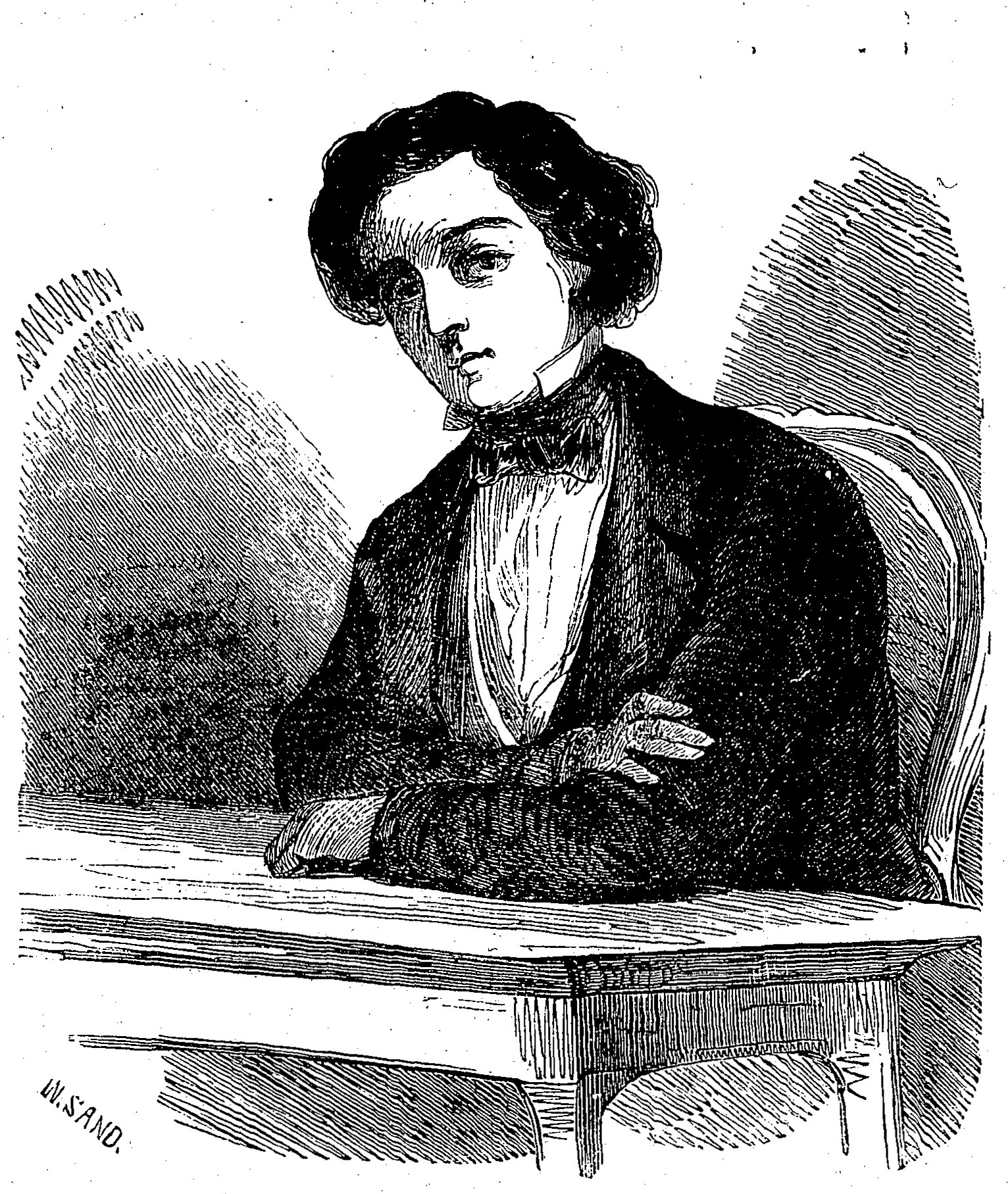
Le prince Karol de Roswald, dessiné par Maurice Sand pour les Œuvres illustrées de George Sand.

## Thème
Le roman est présenté, comme la dissection d’une histoire d’amour ratée liée à l’incompatibilité du tempérament des amants où la jalousie et l'individualisme s'opposent au partage et à la générosité. C'est pourquoi la description de ces personnages constitue la part la plus volumineuse de l’œuvre. Karol et Lucrezia ont des caractères diamétralement opposés. Alors qu’il est de santé « débile et souffreteuse », elle est dotée d’un « instinct presque merveilleux pour juger de l’état des malades et des soins à leur donner » ; si lui, avant de rencontrer Lucrezia, a toujours été chaste, elle a vécu au gré de ses passions amoureuses et a eu quatre enfants de pères différents. En outre, il est noble, et méprise les masses populaires, bien qu'elle soit fille de pêcheur et, en tant que comédienne, connue pour sa vie mondaine.
Pourtant, ce qui ouvre la brèche entre les deux amants, c’est leur propre conception de l’amour. Karol ne peut aimer qu’une personne à la fois, il a une attitude exclusive : lorsqu’il parvient à posséder Lucrezia, il se met d’un coup à oublier sa défunte fiancée Lucie, mais également Salvator, son acolyte de toujours ; la jalousie rend suspect tout ce qui approche l’être aimé et conduit Karol à accuser de trahison son meilleur ami. C’est tout l’inverse chez la Floriani qui, d’âme charitable, aime autant ses enfants que Karol et reste prête tout de même à venir en aide aux personnes dans le besoin, comme dans le chapitre XVI où elle se soucie du sort de Boccaferri, un ancien amant.
Paradoxalement, Lucrezia fait figure de femme provocante et, malgré ses mœurs légères (pour une femme de son époque), reste fondamentalement bonne ; contrairement au prince Karol qui, né de bonne famille et bien pensant, se révèle profondément égoïste. Le portrait de Karol est donc négatif et la plupart des autres personnages sont là pour refléter son individualisme. En voici quelques exemples :
Salvator, malgré ses écarts peu chrétiens, apparaît un homme d'un équilibre psychologique bien marqué : « Salvator cherchait le bonheur dans l’amour, et quand il ne l’y trouvait plus, son amour s’en allait tout doucement. En cela il  était comme tout le monde. Mais Karol aimait pour aimer (…) il ne dépendait pas de lui de s’y soustraire un seul instant ».  Ainsi le jeune prince reste-t-il inapte au don de soi et au renoncement sans l'ombre de préoccupations égocentriques.
Au chapitre XIII apparaît le personnage de Vandoni, qui n’est autre que le père de Stella, la dernière fille de Lucrezia. Bien qu’il soit décrit comme un comédien dénué de talent qui a raté sa vie et sa carrière, il semble tout de même vouer une profonde tendresse à sa progéniture. Karol, quant à lui, « ne pensait pas sans frissonner aux conséquences possibles de sa relation avec la Floriani » : il est incapable de répandre son amour sur plusieurs fronts.
Mais la plus flagrante illustration de l’individualisme du jeune prince demeure la rencontre avec le vieux pêcheur Renzo Menapace, père de Lucrezia, que le jeune prince méprise pour son avarice. Dans le portrait qu’en fait la Floriani au chapitre XVIII, on apprend que « c’est ce même instinct d’avarice (qui est) mis au service de ceux qu’il aime, au détriment de son bien-être, de sa santé et presque de sa vie ». En somme, si Karol ne se soucie que de sa propre personne, le paysan avare reste plus généreux que le noble riche, car il vise un but qui ne lui rapporte rien.
Les portraits de Lucrezia et Karol, certes opposés, se rejoignent néanmoins par le soin de l'auteur d'en livrer un examen extrêmement détaillé, tant au sujet de leur existence que de leur psychologie. Si le narrateur prétend que c’est afin de mieux comprendre la conduite de Karol, certaine allusion laissent croire à l'utilisation d'évocations autobiographiques de la part de George Sand.

## Roman d'inspiration autobiographique?
L'intrigue de Lucrezia Floriani rappelle plus d'une fois et assez clairement la relation entre George Sand et le pianiste Frédéric Chopin.
Comme Karol et Lucrezia, l’idylle entre Chopin et Sand a duré dix ans ; la romancière est plus âgée que le compositeur de six ans et elle a aussi, comme son héroïne des enfants (deux contre quatre dans le roman). 
George Sand parle de cette relation dans son autobiographie Histoire de ma vie. Rémy de Gourmont, y consacre aussi un article intitulé « Les Amours de George Sand et de Chopin » dans ses Promenades littéraires. Les similitudes avec Lucrezia Floriani abondent.
Dans Histoire de ma vie, Chopin dégage un charisme qui fait l’unanimité de son entourage : « Toutes ces choses sublimes, charmantes ou bizarres qu'il savait tirer de lui-même faisaient de lui l'âme des sociétés choisies, et on se l'arrachait bien littéralement, son noble caractère ». Idem pour Karol : « Ses jeunes compagnons (…) étaient charmés et comme fascinés par la couleur poétique de ses pensées et la grâce de son esprit ».
Comme Karol, Chopin a gardé le souvenir douloureux d’une fiancée et d'une mère à qui il tenait beaucoup, mais dont il a dû se séparer : « Il m'entretenait d'un amour romanesque qu'il avait eu en Pologne, de doux entraînements qu'il avait subis ensuite à Paris et qu'il y pouvait retrouver, et surtout de sa mère, qui était la seule passion de sa vie, et loin de laquelle pourtant il s'était habitué à vivre ». 
Chopin est en outre de santé fragile : pendant un séjour à Majorque, il tombe malade et se trouve materné par son amante qu’elle qualifie d’ailleurs de « malade détestable ».
Mais surtout, il était capable de faire des scènes de jalousie dès qu’il se sentait passer au second plan aux yeux George Sand. Voici ce qui s’est passé, un jour qu’il s’est disputé avec son fils Maurice : « (Maurice) parla de quitter la partie. Cela ne pouvait pas et ne devait pas être. Chopin ne supporta pas mon intervention légitime et nécessaire. Il baissa la tête et prononça que je ne l’aimais plus ».
Dans les Promenades littéraires de Rémy de Gourmont, l'auteur souligne le côté féminin de Chopin : « Chopin s'abandonna, non sans souffrir. Il est la femme (…) C'était Chopin qui pleurait et faisait des scènes, Sand qui consolait et protégeait ». Dans Lucrezia Floriani, il est dit que Karol a « une nature de femme ».
Le critique qualifie aussi George Sand de polyandre ; Lucrezia, elle, a connu « une succession ininterrompue d’histoires d’amour ».
Malgré cela, George Sand dément les liens possibles entre sa propre vie et celle de Lucrezia Floriani. Toujours dans Histoire de ma vie, elle affirme : « On a prétendu que, dans un de mes romans, j'avais peint son caractère avec une grande exactitude d'analyse. On s'est trompé, parce que l'on a cru reconnaître quelques-uns de ses traits.(…) J'ai tracé, dans le prince Karol, le caractère d'un homme déterminé dans sa nature, exclusif dans ses sentiments, exclusif dans ses exigences. Tel n’était pas Chopin. La nature ne dessine pas comme l'art, quelque réaliste qu'il se fasse. Elle a des caprices, des inconséquences, non pas réelles probablement, mais très-mystérieuses. L'art ne rectifie ces inconséquences que parce qu'il est trop borné pour les rendre. Chopin était un résumé de ces inconséquences magnifiques que Dieu seul peut se permettre de créer et qui ont leur logique particulière. Il était modeste par principes et doux par habitude, mais il était impérieux  par instinct et plein d'un orgueil légitime qui s'ignorait lui-même. De là des souffrances qu'il ne raisonnait pas et qui ne se fixaient pas sur un objet déterminé. D'ailleurs le prince Karol n'est pas artiste. C'est un rêveur, et rien de plus ; n'ayant pas de génie, il n'a pas les droits du génie. C'est donc un personnage plus vrai qu'aimable, et c'est si peu le portrait d'un grand artiste que Chopin, en lisant le manuscrit chaque jour sur mon bureau, n'avait pas eu la moindre velléité de s'y tromper, lui si soupçonneux pourtant ! (…) Cette histoire était si peu la nôtre ! Elle en était tout l'inverse. Il n'y avait entre nous ni les mêmes enivrements, ni les mêmes souffrances. Notre histoire, à nous, n'avait rien d'un roman ».
Dire que Chopin n’était pas exclusif dans ses sentiments en écrivant quelques pages auparavant qu’il « était désespérant dans l’intimité exclusive » ; raconter naïvement que dans l’art la nature est inimitable, et que d’ailleurs Karol n’était pas artiste ; revendiquer le fait que sa liaison avec le musicien n’avait rien d’un roman, alors qu’elle se vante d’en écrire un qui rompt avec les canon de l’époque ; tout cela ressemble à de la mauvaise foi. Les arguments de George Sand sont bien légers face au poids des similitudes trouvées.
Il semble donc que George Sand ait fait usage d’une couverture provocante en prônant la transparence de l’intrigue de Lucrezia Floriani, pour mieux dissimuler le caractère personnel de son roman. Mais avec autant d’éléments qui concordent avec la vie des deux amants, les contemporains n’ont pas été dupes. Les similitudes sont trop flagrantes pour être fortuites et l’auteur a bien dû s’en rendre compte lors de la rédaction de son œuvre.  Mais dans ce cas-là quel aurait été l’intérêt de nier ce qui paraît être une évidence ? Ne serait-ce pas finalement, un habile stratagème pour attirer l’attention d’un lecteur désireux de juger par lui-même ?